# Olympische Sommerspiele 2020/Rugby – Männer
Das olympische Männerturnier im Siebener-Rugby bei den Olympischen Spielen 2020 fand vom 26. bis 28. Juli 2021 statt. Insgesamt nahmen 12 Mannschaften teil. Austragungsort war das Tokyo Stadium. Die Mannschaft aus Fidschi verteidigte ihren Titel von 2016 erfolgreich und entschied das olympische Rugbyturnier zum zweiten Mal für sich.

## Qualifikation
Qualifiziert hatten sich folgende Mannschaften:
| Qualifikationswettbewerb                           | Datum                   | Ort               | Plätze | Qualifizierte Teams |
| -------------------------------------------------- | ----------------------- | ----------------- | ------ | ------------------- |
| Gastgeber                                          | 7. September 2013       | Buenos Aires      | 1      | Japan               |
| World Rugby Sevens Series 2019                     | 16. – 30. Juni 2019     | verschiedene Orte | 4      | Fidschi             |
| World Rugby Sevens Series 2019                     | 16. – 30. Juni 2019     | verschiedene Orte | 4      | Vereinigte Staaten  |
| World Rugby Sevens Series 2019                     | 16. – 30. Juni 2019     | verschiedene Orte | 4      | Neuseeland          |
| World Rugby Sevens Series 2019                     | 16. – 30. Juni 2019     | verschiedene Orte | 4      | Südafrika           |
| Südamerikanisches Qualifikationsturnier            | 29. – 30. Juni 2019     | Santiago de Chile | 1      | Argentinien         |
| 7er-Rugby-Nord- / Zentralamerikameisterschaft 2019 | 6. – 7. Juli 2019       | George Town       | 1      | Kanada              |
| Europäisches Qualifikationsturnier                 | 13. – 14. Juli 2019     | Colomiers         | 1      | Großbritannien      |
| 7er-Rugby-Ozeanienmeisterschaft 2019               | 7. – 9. November 2019   | Suva              | 1      | Australien          |
| 7er-Rugby-Afrikameisterschaft 2019                 | 9. – 10. November 2019  | Johannesburg      | 1      | Kenia               |
| Asiatisches Qualifikationsturnier                  | 23. – 24. November 2019 | Incheon           | 1      | Südkorea            |
| Olympisches Qualifikationsturnier                  | 19. – 20. Juni 2020     | Monaco            | 1      | Irland              |
| Gesamt                                             | Gesamt                  | Gesamt            | 12     | 12                  |

## Spielplan

### Vorrunde
Die Erst- und Zweitplatzierten jeder Gruppe qualifizierten sich direkt für das Viertelfinale. Des Weiteren qualifizierten sich die zwei besten Gruppendritten ebenfalls für das Viertelfinale.

#### Gruppe A
| Pl. | Mannschaft  | S | U | N | Ergb.  | Diff. | Pkt. |
| --- | ----------- | - | - | - | ------ | ----- | ---- |
| 1.  | Neuseeland  | 3 | 0 | 0 | 99:31  | + 68  | 9    |
| 2.  | Argentinien | 2 | 0 | 1 | 99:54  | + 45  | 7    |
| 3.  | Australien  | 1 | 0 | 2 | 73:48  | + 25  | 5    |
| 4.  | Südkorea    | 0 | 0 | 3 | 10:148 | − 138 | 3    |

| 26. Juli 2021 10:30 Uhr | Australien                                                                           | 19 : 29 | Argentinien | Tokyo Stadium, Chōfu Schiedsrichter: Paulo Duarte (Portugal) |
| 26. Juli 2021 10:30 Uhr | Versuche: Turner (2) 9. n.erh, 12. erh. Kerevi 13. erh. Erhöhungen: Longbottom (2/3) | Bericht | Versuche: Cinti 1. n.erh. Osadczuk 4. n.erh. Moneta 5. erh. Mendy 7. erh. Lautaro Bazán 14. n.erh. Erhöhungen: Mare (2/4) | Tokyo Stadium, Chōfu Schiedsrichter: Paulo Duarte (Portugal) |

| 26. Juli 2021 18:00 Uhr | Australien | 42 : 5  | Südkorea                       | Tokyo Stadium, Chōfu Schiedsrichter: Nehuén Jauri Rivero (Argentinien) |
| 26. Juli 2021 18:00 Uhr | Versuche: Longbottom 1. erh. Roache 2. erh. Miller (2) 7. erh., 8. erh. Malouf 10. erh. Pietsch 13. erh. Erhöhungen: Longbottom (4/4) Miller (1/1) Coward (1/1) | Bericht | Versuche: Coquillard 9. n.erh. | Tokyo Stadium, Chōfu Schiedsrichter: Nehuén Jauri Rivero (Argentinien) |

| 27. Juli 2021 10:00 Uhr | Argentinien | 56 : 0  | Südkorea | Tokyo Stadium, Chōfu Schiedsrichter: Matthew Rodden (Hong Kong Rugby Union) |
| 27. Juli 2021 10:00 Uhr | Versuche: Bazán 1. erh. Osadczuk 2. erh. Mare 4. erh. González 7. erh. Isgro 8. erh. Schulz 9. erh. Revol 12. erh. Mendy 13. erh. Erhöhungen: Mare (5/5) Revol (2/2) del Mestre (1/1) | Bericht |          | Tokyo Stadium, Chōfu Schiedsrichter: Matthew Rodden (Hong Kong Rugby Union) |

#### Gruppe B
| Pl. | Mannschaft     | S | U | N | Ergb. | Diff. | Pkt. |
| --- | -------------- | - | - | - | ----- | ----- | ---- |
| 1.  | Fidschi        | 3 | 0 | 0 | 85:40 | + 45  | 9    |
| 2.  | Großbritannien | 2 | 0 | 1 | 65:33 | + 32  | 7    |
| 3.  | Kanada         | 1 | 0 | 2 | 50:64 | − 14  | 5    |
| 4.  | Japan          | 0 | 0 | 3 | 31:94 | − 63  | 3    |

| 26. Juli 2021 9:00 Uhr | Fidschi | 24 : 19 | Japan                                                                              | Tokyo Stadium, Chōfu Schiedsrichter: Damon Murphy (Australien) |
| 26. Juli 2021 9:00 Uhr | Versuche: Wainipolo 1. erh. Masi 4. erh. Nacuqu (2) 10. erh., 11. n.erh. Erhöhungen: Bolaca (1/2) Nacuqu (1/1) | Bericht | Versuche: Matsui 2. erh. Tuqiri 7. erh. Soejima 8. n.erh. Erhöhungen: Fujita (2/3) | Tokyo Stadium, Chōfu Schiedsrichter: Damon Murphy (Australien) |

| 26. Juli 2021 9:30 Uhr | Großbritannien                                                                                      | 24 : 0  | Kanada | Tokyo Stadium, Chōfu Schiedsrichter: James Doleman (Neuseeland) |
| 26. Juli 2021 9:30 Uhr | Versuche: Norton (2) 7. erh., 8. n.erh. McCann 11. erh. Fergusson 7. n.erh. Erhöhungen: Bibby (2/3) | Bericht |        | Tokyo Stadium, Chōfu Schiedsrichter: James Doleman (Neuseeland) |

| 26. Juli 2021 16:30 Uhr | Großbritannien | 34 : 0  | Japan | Tokyo Stadium, Chōfu Schiedsrichter: Paulo Duarte (Portugal) |
| 26. Juli 2021 16:30 Uhr | Versuche: Bibby 1. n.erh. Mitchell 2. n.erh. Glover 7. erh. Harris 8. n.erh. Waddleton 9. n.erh. Davis 12. erh. Erhöhungen: Bibby (2/6) | Bericht |       | Tokyo Stadium, Chōfu Schiedsrichter: Paulo Duarte (Portugal) |

| 26. Juli 2021 17:00 Uhr | Fidschi | 28 : 14 | Kanada                                                                 | Tokyo Stadium, Chōfu Schiedsrichter: Jordan Way (Australien) |
| 26. Juli 2021 17:00 Uhr | Versuche: Bolaca 1. erh. Wainiqolo 4. erh. Tuimaba 11. erh. Tuivuaka 14. erh. Erhöhungen: Bolaca (2/2) Nacuqu (2/2) | Bericht | Versuche: Hirayama 7. erh. Douglas 12. erh. Erhöhungen: Hirayama (2/2) | Tokyo Stadium, Chōfu Schiedsrichter: Jordan Way (Australien) |

| 27. Juli 2021 9:00 Uhr | Kanada | 36 : 12 | Japan                                                           | Tokyo Stadium, Chōfu Schiedsrichter: Damon Murphy (Australien) |
| 27. Juli 2021 9:00 Uhr | Versuche: Braid (3) 2. erh., 3. n.erh., 9. n.erh. Sauder 5. erh. Berna 10. n.erh. Douglas 12. erh. Erhöhungen: Hirayama (2/5) Kay (1/1) | Bericht | Versuche: Hano 8. n.erh. Matsui 13. erh. Erhöhungen: Gōya (1/1) | Tokyo Stadium, Chōfu Schiedsrichter: Damon Murphy (Australien) |

| 27. Juli 2021 9:30 Uhr | Fidschi | 33 : 7  | Großbritannien                                    | Tokyo Stadium, Chōfu Schiedsrichter: James Doleman (Neuseeland) |
| 27. Juli 2021 9:30 Uhr | Versuche: Tuivuaka (2) 2. n.erh., 8. erh. Maqala 3. erh. Wainiqolo 7. erh. Tuimaba 14. erh. Erhöhungen: Bolaca (3/4) Nasoko (1/1) | Bericht | Versuche: Harris 10. erh. Erhöhungen: Bibby (1/1) | Tokyo Stadium, Chōfu Schiedsrichter: James Doleman (Neuseeland) |

#### Gruppe C
| Pl. | Mannschaft         | S | U | N | Ergb. | Diff. | Pkt. |
| --- | ------------------ | - | - | - | ----- | ----- | ---- |
| 1.  | Südafrika          | 3 | 0 | 0 | 64:31 | + 33  | 9    |
| 2.  | Vereinigte Staaten | 2 | 0 | 1 | 50:48 | + 2   | 7    |
| 3.  | Irland             | 1 | 0 | 2 | 43:59 | − 16  | 5    |
| 4.  | Kenia              | 0 | 0 | 3 | 26:45 | − 19  | 3    |

| 26. Juli 2021 11:00 Uhr | Südafrika | 33 : 14 | Irland                                                             | Tokyo Stadium, Chōfu Schiedsrichter: Craig Evans (Wales) |
| 26. Juli 2021 11:00 Uhr | Versuche: Z. Davids 2. erh. Visser 6. erh. Geduld 8. erh. Dry 12. erh. Gans 13. n.erh. Erhöhungen: S. Davids (4/5) | Bericht | Versuche: Mullin 7. erh. Kennedy 10. erh. Erhöhungen: Dardis (2/2) | Tokyo Stadium, Chōfu Schiedsrichter: Craig Evans (Wales) |

| 26. Juli 2021 11:30 Uhr | Vereinigte Staaten                                                                              | 19 : 14 | Kenia                                                           | Tokyo Stadium, Chōfu Schiedsrichter: Jordan Way (Australien) |
| 26. Juli 2021 11:30 Uhr | Versuche: Isles 2. n.erh. Iosefo 4. erh. Hughes 13. erh. Erhöhungen: Hughes (1/2) Tomasin (1/1) | Bericht | Versuche: Injera 6. erh. Oluoch 9. erh. Erhöhungen: Agero (2/2) | Tokyo Stadium, Chōfu Schiedsrichter: Jordan Way (Australien) |

| 26. Juli 2021 18:30 Uhr | Vereinigte Staaten                                                                 | 19 : 17 | Irland                                                                            | Tokyo Stadium, Chōfu Schiedsrichter: James Doleman (Neuseeland) |
| 26. Juli 2021 18:30 Uhr | Versuche: Baker 1. erh. Hughes 3. n.erh. Tomasin 10. erh. Erhöhungen: Hughes (2/3) | Bericht | Versuche: Lennox 7. erh. McNulty 8. n.erh. Horan 14. erh. Erhöhungen: Roche (1/1) | Tokyo Stadium, Chōfu Schiedsrichter: James Doleman (Neuseeland) |

| 26. Juli 2021 19:00 Uhr | Südafrika                                                                | 14 : 5  | Kenia                      | Tokyo Stadium, Chōfu Schiedsrichter: Damon Murphy (Australien) |
| 26. Juli 2021 19:00 Uhr | Versuche: S. Davids 2. erh. Soyizwapi 3. erh. Erhöhungen: du Preez (2/2) | Bericht | Versuche: Injera 6. n.erh. | Tokyo Stadium, Chōfu Schiedsrichter: Damon Murphy (Australien) |

| 27. Juli 2021 11:00 Uhr | Kenia                                             | 7 : 12  | Irland                                                              | Tokyo Stadium, Chōfu Schiedsrichter: Jordan Way (Australien) |
| 27. Juli 2021 11:00 Uhr | Versuche: Onyala 13. erh. Erhöhungen: Taabu (1/1) | Bericht | Versuche: Lennox 1. n.erh. McNulty 2. erh. Erhöhungen: Dardis (1/2) | Tokyo Stadium, Chōfu Schiedsrichter: Jordan Way (Australien) |

| 27. Juli 2021 11:30 Uhr | Südafrika                                                                              | 17 : 12 | Vereinigte Staaten                                                       | Tokyo Stadium, Chōfu Schiedsrichter: Craig Evans (Wales) |
| 27. Juli 2021 11:30 Uhr | Versuche: S. Davids (2) 6. n.erh., 10. n.erh. Gans 8. erh. Erhöhungen: S. Davids (1/3) | Bericht | Versuche: Schroeder 1. n.erh. Thompson 12. erh. Erhöhungen: Hughes (1/1) | Tokyo Stadium, Chōfu Schiedsrichter: Craig Evans (Wales) |

### K.-o.-Runde

#### Spiele um Platz 9 bis 12
| 27. Juli 2021 16:30 Uhr | Irland | 31 : 0  | Südkorea | Tokyo Stadium, Chōfu Schiedsrichter: Francisco González (Uruguay) |
| 27. Juli 2021 16:30 Uhr | Versuche: Roche 1. n.erh. Conroy (2) 2. n.erh., 13. erh. Mullin (2) 11. erh., 14. erh. Erhöhungen: Dardis (3/3) | Bericht |          | Tokyo Stadium, Chōfu Schiedsrichter: Francisco González (Uruguay) |

| 27. Juli 2021 | Kenia                                                                            | 21 : 7  | Japan                                           | Tokyo Stadium, Chōfu Schiedsrichter: Damián Schneider (Argentinien) |
| 27. Juli 2021 | Versuche: Otieno 3. erh. Oluoch 5. erh. Amonde 12. erh. Erhöhungen: Olindi (3/3) | Bericht | Versuche: Matsui 1. erh. Erhöhungen: Kano (1/1) | Tokyo Stadium, Chōfu Schiedsrichter: Damián Schneider (Argentinien) |

#### Spiel um Platz 11
| 28. Juli 2021 9:00 Uhr | Südkorea                                                                                | 19 : 31 | Japan | Tokyo Stadium, Chōfu Schiedsrichter: Richard Haughton (England) |
| 28. Juli 2021 9:00 Uhr | Versuche: Coquillard 1. erh. Jang 4. n.erh. Jeong 10. erh. Erhöhungen: Coquillard (2/3) | Bericht | Versuche: Tuqiri 2. erh. Hikosaka 5. erh. Kano 7. n.erh. Matsui 8. erh. Hano 11. n.erh. Erhöhungen: Kano (3/4) | Tokyo Stadium, Chōfu Schiedsrichter: Richard Haughton (England) |

#### Spiel um Platz 9
| 28. Juli 2021 9:30 Uhr | Irland | 0 : 22  | Kenia                                                                                                | Tokyo Stadium, Chōfu Schiedsrichter: Damián Schneider (Argentinien) |
| 28. Juli 2021 9:30 Uhr |        | Bericht | Versuche: Olindi 5. erh. Ojee 10. n.erh. Ambaka 12. n.erh. Taabu 14. n.erh. Erhöhungen: Olindi (1/1) | Tokyo Stadium, Chōfu Schiedsrichter: Damián Schneider (Argentinien) |

#### Viertelfinale
| 27. Juli 2021 18:00 Uhr | Großbritannien                                                                                          | 26 : 21 | Vereinigte Staaten                                                            | Tokyo Stadium, Chōfu Schiedsrichter: James Doleman (Neuseeland) |
| 27. Juli 2021 18:00 Uhr | Versuche: Lindsay-Hague 6. erh. Harris 8. erh. Davis 10. erh. Norton 11. n.erh. Erhöhungen: Bibby (3/4) | Bericht | Versuche: Barrett 1. erh. Baker (2) 3. erh., 4. erh. Erhöhungen: Hughes (3/3) | Tokyo Stadium, Chōfu Schiedsrichter: James Doleman (Neuseeland) |

| 27. Juli 2021 18:30 Uhr | Südafrika                                                             | 14 : 19 | Argentinien                                                                     | Tokyo Stadium, Chōfu Schiedsrichter: Damon Murphy (Australien) |
| 27. Juli 2021 18:30 Uhr | Versuche: S. Davids 1. erh. Strafversuch 13. Erhöhungen: Geduld (1/1) | Bericht | Versuche: Moneta (2) 4. erh., 7. erh. Álvarez 12. n.erh. Erhöhungen: Mare (2/2) | Tokyo Stadium, Chōfu Schiedsrichter: Damon Murphy (Australien) |

| 27. Juli 2021 19:00 Uhr | Fidschi                                                                                        | 19 : 0  | Australien | Tokyo Stadium, Chōfu |
| 27. Juli 2021 19:00 Uhr | Versuche: Tuwai (2) 3. erh., 11. erh. Tuimaba 12. n.erh. Erhöhungen: Bolaca (1/1) Botitu (1/2) | Bericht |            | Tokyo Stadium, Chōfu |

#### Spiele um Platz 5 bis 8
| 28. Juli 2021 10:00 Uhr | Kanada                                                              | 14 : 21 | Vereinigte Staaten                                                             | Tokyo Stadium, Chōfu Schiedsrichter: Francisco González (Argentinien) |
| 28. Juli 2021 10:00 Uhr | Versuche: Jones 6. erh. Douglas 13. erh. Erhöhungen: Hirayama (2/2) | Bericht | Versuche: Isles (2) 2. erh., 14. erh. Iosefo 12. erh. Erhöhungen: Hughes (3/3) | Tokyo Stadium, Chōfu Schiedsrichter: Francisco González (Argentinien) |

| 28. Juli 2021 10:30 Uhr | Südafrika                                                                                                | 22 : 19 | Australien                                                                                               | Tokyo Stadium, Chōfu Schiedsrichter: Craig Evans (Wales) |
| 28. Juli 2021 10:30 Uhr | Versuche: Soyizwapi 1. n.erh. Brown (2) 5. n.erh., 7. erh. Pretorius 11. n.erh. Erhöhungen: Geduld (1/2) | Bericht | Versuche: Miller 8. erh. Turner 10. n.erh. Longbottom 12. erh. Erhöhungen: Miller (1/1) Longbottom (1/1) | Tokyo Stadium, Chōfu Schiedsrichter: Craig Evans (Wales) |

#### Spiel um Platz 7
| 28. Juli 2021 16:30 Uhr | Kanada                                             | 7 : 26  | Australien | Tokyo Stadium, Chōfu Schiedsrichter: Paolo Duarte (Portugal) |
| 28. Juli 2021 16:30 Uhr | Versuche: Braid 3. erh. Erhöhungen: Hirayama (1/1) | Bericht | Versuche: Lawson 1. erh. Anderson 6. erh. Malouf 9. erh. Miller 12. erh. Erhöhungen: Coward (1/1) Longbottom (2/2) | Tokyo Stadium, Chōfu Schiedsrichter: Paolo Duarte (Portugal) |

#### Spiel um Platz 5
| 28. Juli 2021 17:00 Uhr | Vereinigte Staaten                                 | 7 : 28  | Südafrika | Tokyo Stadium, Chōfu Schiedsrichter: Sam Grove-White (Schottland) |
| 28. Juli 2021 17:00 Uhr | Versuche: Tomasin 4. erh. Erhöhungen: Hughes (1/1) | Bericht | Versuche: Geduld 2. erh. Makta 7. erh. Arendse 12. erh. Gans 14. erh. Erhöhungen: Brown (2/2) du Preez (2/2) | Tokyo Stadium, Chōfu Schiedsrichter: Sam Grove-White (Schottland) |

#### Halbfinale
| 28. Juli 2021 11:30 Uhr | Argentinien                                                   | 14 : 26 | Fidschi | Tokyo Stadium, Chōfu Schiedsrichter: James Doleman (Neuseeland) |
| 28. Juli 2021 11:30 Uhr | Versuche: Moneta 6. erh. Mendy 7. erh. Erhöhungen: Mare (2/2) | Bericht | Versuche: Maqala 2. n.erh. Derenalagi 4. erh. Wainiqolo 8. erh. Radradra 11. erh. Erhöhungen: Bolaca (1/2) Tuwai (1/1) Botitu (1/1) | Tokyo Stadium, Chōfu Schiedsrichter: James Doleman (Neuseeland) |

#### Spiel um Platz 3
| 28. Juli 2021 17:30 Uhr | Großbritannien                                                           | 12 : 17 | Argentinien                                                                      | Tokyo Stadium, Chōfu Schiedsrichter: James Doleman (Neuseeland) |
| 28. Juli 2021 17:30 Uhr | Versuche: Harris 1. n.erh. Lindsay-Hague 9. erh. Erhöhungen: Bibby (1/2) | Bericht | Versuche: Bazán 4. erh. Moneta 6. n.erh. Mendy 11. n.erh. Erhöhungen: Mare (1/3) | Tokyo Stadium, Chōfu Schiedsrichter: James Doleman (Neuseeland) |

### Abschlussplatzierungen
| Rang | Mannschaft         |
| ---- | ------------------ |
|      | Fidschi            |
|      | Neuseeland         |
|      | Argentinien        |
| 4    | Großbritannien     |
| 5    | Südafrika          |
| 6    | Vereinigte Staaten |
| 7    | Australien         |
| 8    | Kanada             |
| 9    | Kenia              |
| 10   | Irland             |
| 11   | Japan              |
| 12   | Südkorea           |

### Medaillengewinner
| Gold Fidschi       | Napolioni Bolaca, Vilimoni Botitu, Meli Derenalagi, Sireli Maqala, Iosefo Masi, Waisea Nacuqu, Kalione Nasoko, Semi Radradra, Aminiasi Tuimaba, Asaeli Tuivuaka, Jerry Tuwai , Josua Vakurunabili, Jiuta Wainiqolo Trainer: Gareth Baber      |
| Silber Neuseeland  | Kurt Baker, Dylan Collier, Scott Curry , Sam Dickson, Andrew Knewstubb, Ngarohi McGarvey-Black, Tim Mikkelson, Sione Molia, Etene Nanai-Seturo, Tone Ng Shiu, Amanaki Nicole, William Warbrick, Regan Ware, Joe Webber Trainer: Clark Laidlaw |
| Bronze Argentinien | Santiago Álvarez , Lautaro Bazán, Lucio Cinti, Felipe del Mestre, Rodrigo Etchart, Luciano González, Rodrigo Isgro, Santiago Mare, Ignacio Mendy, Marcos Moneta, Matías Osadczuk, Gastón Revol, Germán Schulz Trainer: Santiago Gómez Cora    |